# ジェネラル・サポート
株式会社ジェネラル・サポートとは神奈川県横須賀市に本社を置く日本のゲームソフトウェア開発企業である。

## 概要
GAM等にてシミュレーションゲームのデザイン、プログラム等を担当していた阿部隆史らが独立して起業した、主に軍事シミュレーションゲームの制作会社である。代表作は激闘!ソロモン海戦史シリーズ、太平洋戦記シリーズ、グロス・ドイッチュラントシリーズ等。

## 沿革
- 1990年10月1日 会社設立
- 1991年 『鋼鉄の騎士』PC-9801用、PC88VA用を発売。追加シナリオ集として『鉄十字章』がある。
- 1992年 『グロス・ドイッチュラント』PC-9801用を発売。
- 1993年 『激闘!ソロモン海戦史』『激闘!欧州海戦史』『空母戦記』PC-9801用を発売。
- 1995年 『空母戦記』DOS/V用を発売。
- 1996年 『軍事資料データベース［1］第二次世界大戦・太平洋編』『太平洋戦記』PC-9801用を発売。
- 1997年 『太平洋戦記Win95』Windows 95用を発売。以降、特記のない場合はWindows 95以降用のソフトウェアである。
- 1998年 『軍事資料データベース［1］増補版』『第二次世界大戦・太平洋編』発売。
- 1999年 『日露戦争』発売。
- 2001年 『激闘!ソロモン海戦史DX』『激闘!八八艦隊海戦史DX（ジュトランド海戦付）』発売。
- 2002年 『鋼鉄の騎士II』『日露戦争 廉価版』発売。
- 2003年 『太平洋戦記2』発売。
- 2004年 『日露戦争 ダウンロード版』発売。
- 2005年 『空母戦記2』『鋼鉄の騎士II廉価版』発売。
- 2007年 『グロス・ドイッチュラント2』発売。対応機種 Windows 98 SE以降。
- 2008年 『太平洋戦記2文庫版』発売。本作が最後のWindows 95対応タイトルとなる。
- 2012年
  - 『太平洋戦記3 最終決戦』Windows 2000以降対応
  - 『日露戦争文庫版DL 』Windows 2000以降対応
- 2013年
  - 『太平洋戦記2文庫版DL』Windows 2000以降対応
  - 『鋼鉄の騎士II文庫版』(DLも同年）Windows 2000以降対応
  - 『空母戦記2文庫版』発売。Windows 2000以降対応
- 2014年 （本年発売タイトル以後は、特記のない場合はWindows XP以降対応。）
  - 『空母戦記2文庫版DL』
  - 『激闘!ソロモン海戦史DX文庫版』(DLも同年）
- 2015年
  - 『激闘!八八艦隊海戦史DX文庫版』(DL同）
  - 『グロス・ドイッチュラント2文庫版』(DL同）
- 2016年
  - 『太平洋戦記3 大和計画』(追加シナリオ集、ダウンロード専売商品）Windows 2000以降対応
- 2017年
  - 『激闘!八八艦隊海戦史DX文庫版 真実の大和』(追加シナリオ集、ダウンロード専売商品）
  - 『GS資料集Vol.1/2』（HTML記述による電子書籍、通販限定）Windows 2000以降対応
- 2018年 阿部代表、twitter開始[1]。